# معهد أبحاث الثدييات التابع لأكاديمية العلوم البولندية

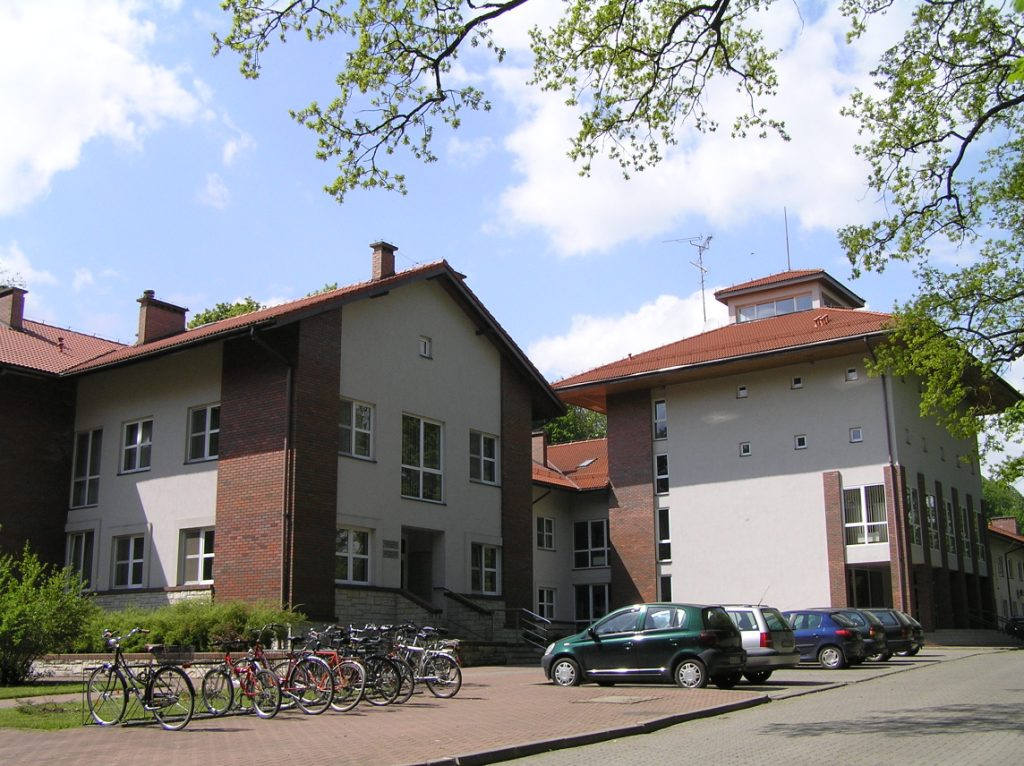
مبنى معهد أبحاث الثدييات (MRI)

معهد أبحاث الثدييات التابع لأكاديمية العلوم البولندية هو مؤسسة بحثية تقع في قلب أحد غابات السهول المحفوظة في أوروبا (غابة بياوفيجا البدائية في بولندا).مهمة هذا المعهد تممثل  في اكتساب المعرفة ببيولوجيا الثديات وتعزيزها ونشرها، يتمكن هذا المعهد من متابعة  مهمته من خلال إجراء البحوث حول جميع جوانب بيولوجيا الثديات إضافة إلى النشر في  المجلات العلمية المشهورة، وتطوير التعاون العلمي الدولي، وتوفير التدريب الأكاديمي.

## تأسيس
تم تأسيس  معهد أبحاث الثدييات في عام 1952 وهو مؤسسة بحثية مستقلة تابعة لقسم الأحياء التابع لأكاديمية العلوم البولندية يجري المعهد أبحاثا في العديد من مجالات العلوم وهم: علم التشكل، والتصنيف، والنظاميات، والتطور، وعلم البيئة السكانية، وعلم الوراثة، وعلم وظائف الأعضاء، وعلم السلوك، وبيئة الثدييات. تمكن الباحثون من المعهد من عام 1952  إلى عام 2006  من نشر 23 كتاب و  أكثر من 1400 ورقة علمية. تجاوزت قائمة المجلات الدولية، حيث تم نشر الأوراق البحثية، 60 عنوانًا وتشمل المجلات الرائدة في العالم في علم الأحياء، علم الحيوان، والبيئية، والفسيولوجية، وصون الطبيعة. منذ عام 2003، حصل المعهد على مكانة كمركز امتياز تابع للاتحاد الأوروبي، وفي عام 2006 تم تقييمه كواحد من أفضل 5 مؤسسات علمية في بولندا في مجال علم الأحياء.